# Wade Mainer
Wade Mainer (21. dubna 1907 – 12. září 2011) byl americký bluegrassový banjista. Spolupracoval mimo jiné se svým bratrem J. E. Mainerem ve skupině J. E. Mainer's Crazy Mountaineers. Zemřel ve věku 104 let.

## Diskografie

### Studiová alba
- 1961 Soulful Sacred Songs
- 1971 Sacred Songs of Mother and Home
- 1973 The Songs of Wade Mainer
- 1976 From the Maple to the Hill
- 1980 Old Time Songs
- 1984 Old Time Banjo Tunes
- 1987 In the Land of Melody
- 1989 How Sweet to Walk
- 1990 String Band Music
- 1993 Old Time Gospel Favorites
- 1993 Carolina Mule[3]